# Castellum Meinerswijk

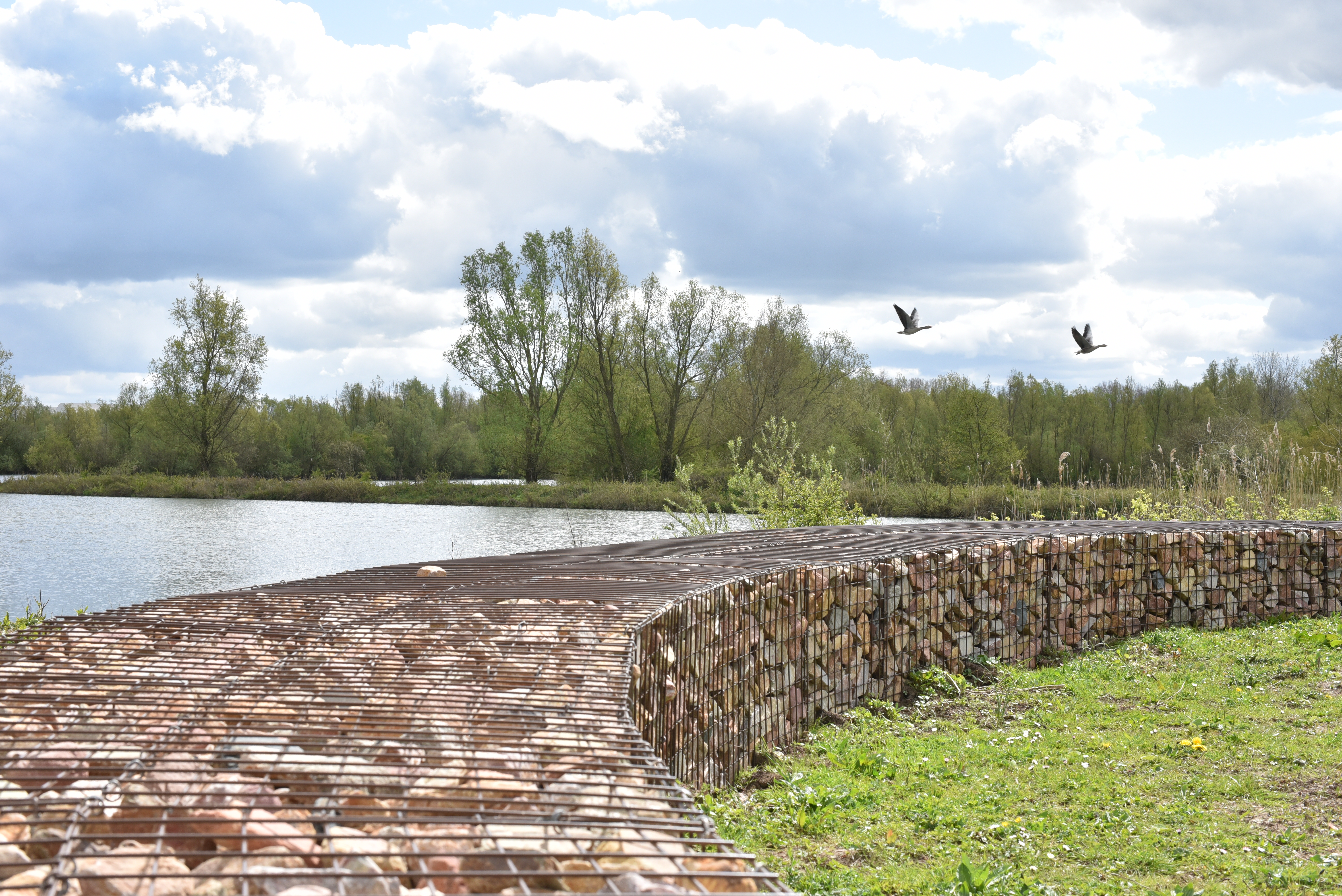
Castellum Meinerwijk

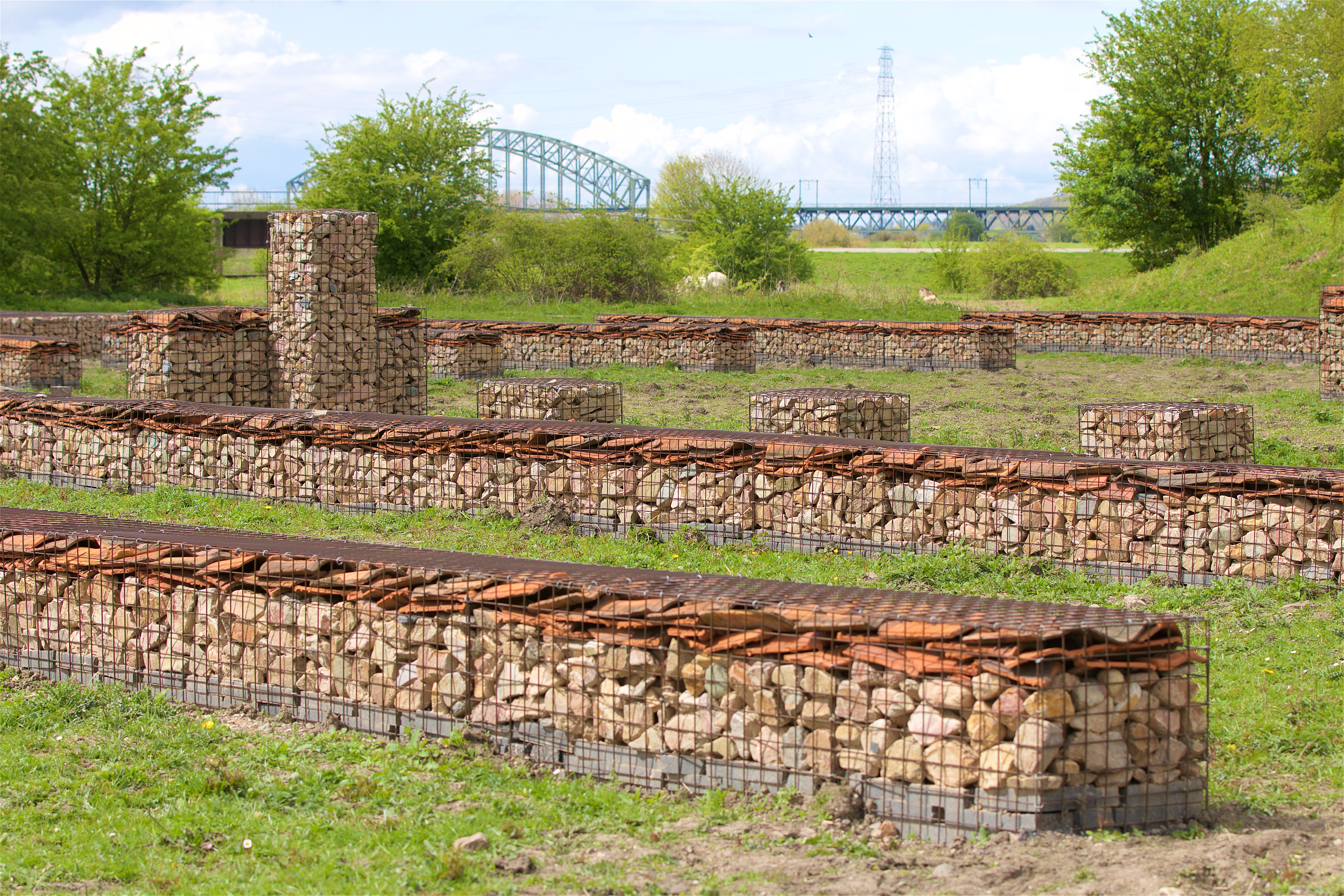
Castellum Meinerwijk

Het castellum Meinerwijk was een fort in Romeins Nederland, dat bij archeologische opgravingen in 1978 en later in 1991 is ontdekt in de uiterwaarden van de Rijn bij Meinerswijk bij Arnhem. Het castellum bij Meinerswijk werd vermoedelijk tussen het jaar 10 en 20 gebouwd door de Romeinse generaal Germanicus (zoon van Nero Claudius Drusus) aan de zuidzijde van de Rijn. Dit houten fort beschermde de Romeinse scheepvaart over de Rijn en mogelijk lag hier (een van) de Drususgrachten, die vanuit de Rijn naar het noorden gegraven waren. In de Romeinse tijd stroomde de Oude IJssel vanaf Doesburg naar het zuiden om bij het Castellum in de Rijn te stromen.
Halverwege de eerste eeuw werd het fort herbouwd, mogelijk door de Romeinse bevelhebber Gnaius Domitius Corbulo. Corbulo gebruikte de Drususgracht namelijk om zijn troepen snel naar het noorden te kunnen vervoeren in zijn strijd tegen de Frisii en Chauken. Een gedeelten van het 5e legioen Alaudae was in die tijd gestationeerd in dit castellum. In 69 werd het tijdens de Bataafse Opstand door de Bataven in brand gestoken, maar meteen nadat de opstand was neergeslagen werd het strategisch gelegen fort herbouwd en vergroot. Vermoedelijk werd het fort rond 120 onder keizer Hadrianus opnieuw herbouwd en versterkt. Rond 220 werd het castellum weer herbouwd, ditmaal in steen.
De oprichting van het Gallische keizerrijk in 260 door de usurpator Postumus zorgde ervoor dat het castellum werd verlaten. Mogelijk werd in de tweede helft van de vierde eeuw het fort herbouwd in het kader van versterking van de Rijngrens. Rond 400 werd het fort definitief door de Romeinen verlaten. Bodemvondsten tonen aan dat er daarna een Frankisch kasteel heeft gestaan. In de 8e eeuw stond het gebied bekend als Meginhardeswich ("dorp van Meginhard").

## Archeologisch onderzoek
In 1979 werd in Meinerswijk een kleinschalig bodemonderzoek gedaan, waarbij verschillende stenen muren, gestempeld aardewerk (terra sigillata) en dakpannen werden gevonden. In 1991 en 1995 werden opgravingen gedaan waarbij de zuidelijke muur met de achterste poort (porta decumana) werd ontdekt. Ook het hoofdgebouw (principia) van het castellum werd gevonden.
Het opgegraven hoofdgebouw ter grootte van 34 bij 38 meter had muren van 1,40 meter dik. De omzuilde voorhof gaf toegang tot een grote hal of basilica. Achter de hal bevonden zich werkruimten en het vaandelheiligdom (aedus). Er zijn dakpannen gevonden uit de ovens van Holdeurn, bij Berg en Dal. Andere noemenswaardige vondsten zijn resten van een stenen plaat met de naam van keizer Alexander Severus (mogelijk bevestigd op een beeldsokkel) en een bouwinscriptie die verwijst naar Legio I Minervia.

## Werelderfgoed
De Nederlandse en Duitse regering hebben de Neder-Germaanse limes in 2011 voorgedragen voor de kandidatenlijst voor het werelderfgoed als uitbreiding op de delen in Duitsland en Engeland. Op 9 januari 2020 is het nominatiedossier aan de UNESCO aangeboden, met daarin de meest complete en best bewaarde vindplaatsen uit de Romeinse tijd.
Op 4 juni 2021 is een positief advies uitgebracht door ICOMOS.
Genomineerd zijn de restanten van het fort, die aangeven dat het tot het 'deltatype' behoorde.
Als onderdeel van de Neder-Germaanse limes is het gebied bij Meinerswijk voorgedragen voor de kandidatenlijst voor het werelderfgoed als uitbreiding op de delen in Duitsland en Engeland. Op 9 januari 2021 is het nominatiedossier aan de UNESCO aangeboden, met daarin de in Nederland 19 meest complete en best bewaarde vindplaatsen uit de Romeinse tijd, waaronder het gebied Herwen-De Bijland.
Op 4 juni is een positief advies uitgebracht door ICOMOS.
Op 27 juli 2021 zijn tijdens de vergadering van het Werelderfgoedcomité van de UNESCO in het Chinese Fuzhou de onderdelen uit het nominatiedossier de status van Werelderfgoed toegekend.
De archeologische vondsten bij Meinerswijk zijn uit de volgende overwegingen opgenomen als werelderfgoed :
De bekendste overblijfselen van fort Meinerswijk zijn die van het hoofdkwartier en van de verdedigingswerken aan de achterzijde bij het fort, beide uit de stenen bouwfase. Ze laten zien dat Meinerswijk van het ‘deltatype’ is. In het oostelijke deel van het rivierengebied is het tot nu toe de enige bekende vertegenwoordiger van dit type.

## Identificatie
Op basis van de door hem geleide opgravingen van het castellum bij Arnhem Meinerswijk, kwam archeoloog W.J.H. Willems tot de conclusie dat dit Romeinse fort Castra Herculis moest zijn geweest. Castra Herculis wordt vermeld op de Peutingerkaart (Tabula Peutingeriana) aan de weg tussen Noviomagus (Nijmegen) en Carvo (door Willems geïdentificeerd als het huidige Kesteren). Castra Herculis wordt verder door Ammianus Marcellinus genoemd als eerste van de zeven steden (civitates) die door keizer Julianus Apostata in 359 zijn heroverd, hersteld en van voedsel zijn voorzien en zou daarom ten westen van Quadriburgium (Qualburg) aan de limes hebben gelegen. Argumenten voor deze identificatie waren onder andere dat de afstand tussen Nijmegen Centrum en Arnhem Meinerswijk redelijk overeenkomt met de afstand in leugae tussen Noviomagi en Castra Herculis op de Peutingerkaart. Bovendien meende Willems bewijs te hebben gevonden voor herstelwerkzaamheden aan deze vesting in de vierde eeuw. Bij nader archeologisch onderzoek van het fort bij Meinerswijk in 1991 en 1992 werd echter maar beperkt 4e-eeuwse aardewerkfragmenten gevonden, waarbij het materiaal dat Willems had geïnterpreteerd als bewijs voor 4e-eeuws herstel door Hulst werd geïnterpreteerd als puin in een gracht. Bovendien is het gevonden castellum relatief klein en past het, ook naar laat-Romeinse maatstaven, de benaming castra hier niet goed bij. Jan Verhagen en Stijn Heeren komen daarom tot de conclusie dat het waarschijnlijker is dat fort bij Meinerswijk overeenkomt met het ook op de Peutingerkaart vermelde Levefanum (een naam die 'traditioneel' werd verbonden aan een (vermoed) castellum en/of vicus (woonplaats) tussen Rijswijk en Wijk bij Duurstede. In zijn proefschrift uit 2022 geeft Verhagen echter weer de voorkeur aan het fanum van Elst als meest plausibele identificatie van Levefanum. Castra Herculis was volgens Verhagen en Heeren de naam van de (beduidend grotere) Romeinse fortificaties in Nijmegen.